# ゴールデン・ワンダー
ゴールデン・ワンダー(Golden Wonder)は、イギリスの製菓会社である。主にポテトチップス（クリスプ）を生産しており、主なブランドにリンゴス(Ringos)、ゴールデン・ワンダー(Golden Wonder)、トランスフォーマ・スナック(Transform-A-Snack)がある。また、イギリスにおけるカップ麺の代名詞的存在となっているポットヌードルを最初に発売した会社でもある。
1947年に設立され、1960年代にはスミスを抜いてイギリス最大のクリスプ製造会社となった。どちらのブランドも、後にウォーカーズに追い抜かれた。
2006年に北アイルランドのテイト―により買収された。

## 歴史
1947年、パン屋を経営するウィリアム・アレクサンダーによりエディンバラ・ストーニーバーンで設立された。社名はジャガイモの品種の「ゴールデン・ワンダー」に因む。当初5つの工場を持っており、そのうちスコットランドの2か所とイングランドの2か所でクリスプを、ウェールズのクラムリンの工場でポットヌードルを生産していた。
同社はその後、インペリアル・タバコやハンソンなどによる買収を経て、1987年3月にイギリスに本社を置くダルゲティに買収された。ダルゲティは1992年2月にボーデンから、ニックナックスやホイート・クランチなどを製造していたスーナー・スナック(Sooner Snack)を買収し、ゴールデン・ワンダーに吸収させた。1995年7月、ベストフーズがゴールデン・ワンダーのポットヌードルの事業を2億8千万ドルで買収した。1995年、ゴールデン・ワンダーは5460万ポンドでマネジメント・バイアウトを実行した。2000年、ブリッジポイント・キャピタルが1億5600万ポンドでゴールデン・ワンダーを買収した。
2006年1月、北アイルランドのアーマー県に本社を置くテイト―により買収された。2006年、テイトーはニックナックスとホイート・クランチのブランドをユナイテッド・ビスケットに売却した。
2009年、シミングトン(Symingtons Ltd)はテイトーからのライセンスを受けて、ゴールデン・ワンダーのブランドで「ザ・ネーションズ・ヌードル」という名前のカップ麺を発売した。これは、かつてゴールデン・ワンダーが発売したポットヌードル（2009年現在ではユニリーバが製造していた）と競合するものだった。